# Miednicomierz

Prosty miednicomierz

Miednicomierz (pelwimetr) – urządzenie służące co wyznaczania zewnętrznych wymiarów kobiecej miednicy. Pomiary takie wykonuje się w celu uzyskania pośredniej oceny szerokości kanału rodnego ciężarnej. Znajomość tej szerokości pozwala przewidywać przebieg porodu i umożliwia kwalifikację do cesarskiego cięcia. 
Pierwszy miednicomierz został skonstruowany przez francuskiego położnika Jean-Louisa Baudelocque'a.